# Acanthospermum
Acanthospermum es un género de plantas fanerógamas perteneciente a la familia de las asteráceas.  Comprende 14 especies descritas y de estas, solo 6 aceptadas. Su semilla se conoce popularmente como carrapicho en Brasil.

## Descripción
Son hierbas anuales, que alcanzan un tamaño de 0.8 m de alto, con raíz axonomorfa; tallos erectos, pilosos con tricomas patentes de 0.7–2 mm de largo, pubérulos con tricomas de 0.1 mm de largo. Hojas opuestas, elípticas a ovadas o deltoide-ovadas, (1.5–) 2–12.5 cm de largo y 0.8–8 cm de ancho, ápice agudo a obtuso, base aguda, a menudo estrechándose gradualmente y formando una base subpeciolar, márgenes enteros a serrados o biserrados, ambas superficies seríceas con tricomas de 0.4–0.9 mm de largo, envés con glándulas sésiles; sésiles. Capitulescencias de capítulos solitarios en las hojas axilares y en las bifurcaciones del tallo; capítulos radiados; involucros hemisféricos, en 2 series, 4–5 mm de ancho; filarias exteriores 5–6, en 1 serie, libres, herbáceas, ovadas a lanceoladas, 3.2–5 mm de largo y 1.3–2 mm de ancho, ápice agudo, superficie abaxial pilosa con tricomas de hasta 1.2 mm de largo, márgenes ciliados con tricomas de hasta 1 mm de largo, filarias internas connadas con los aquenios del radio; receptáculos convexos a cónicos, paleáceos; páleas escariosas, conduplicadas, oblanceoladas, 1.3–1.6 mm de largo y 0.5–0.7 mm de ancho, con ápice subtruncado y lacerado-ciliado o lobado, glandulosas; flósculos del radio 5–9, pistilados, las lígulas elípticas, 1–1.5 mm de largo y 0.4–0.6 mm de ancho, amarillo pálidas, el tubo de 0.2 mm de largo; flósculos del disco (5–) 7–8, funcionalmente estaminados, con ovarios estériles y sin vilano, las corolas con garganta ampliamente infundibuliforme, 0.6–0.8 mm de largo, el tubo 0.5–0.7 mm de largo, amarillo; anteras 0.5–0.7 mm de largo. Aquenios con filarias internas adherentes, cuneados, 4–5 mm de largo y 2.4–3 mm de ancho (sin las espinas), fuertemente comprimidos, glandulosos, equinados en toda la superficie, los ángulos con espínulas rectas o uncinadas, las del ápice alargadas, (1.7–) 2.5–4.5 mm de largo; vilano ausente.

## Taxonomía
El género fue descrito por Franz Paula von Schrank y publicado en Plantae Rariores Horti Academici Monacensis 2(6): , pl. 53. 1819[1820].	La especie tipo es: Acanthospermum brasilum Schrank. = Acanthospermum australe (Loefl.) Kuntze 
Etimología
Acanthospermum: nombre genérico compuesto que deriva de las palabras griegas: acantho = espina y spermum = "semilla".

## Especies aceptadas
A continuación se brinda un listado de las especies del género Acanthospermum aceptadas hasta julio de 2012, ordenadas alfabéticamente. Para cada una se indica el nombre binomial seguido del autor, abreviado según las convenciones y usos.
- Acanthospermum australe (Loefl.) Kuntze
- Acanthospermum consobrinum S.F.Blake
- Acanthospermum glabratum (DC.) Wild
- Acanthospermum hispidum DC.
- Acanthospermum humile (Sw.) DC.
- Acanthospermum microcarpum B.L.Rob.